# Linee di contorno
In araldica le linee di contorno (fr: lignes de bordure) che delimitano le partizioni o le pezze, possono assumere molte forme la cui descrizione è sintetizzata da termini fortemente standardizzati. Alcuni di questi sono riportati anche nel Vocabolario araldico ufficiale, a cura di Antonio Manno, edito a Roma nel 1907.

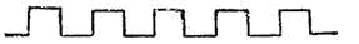
Merlato (fr: crénelé)
Merlato (en: embattled)
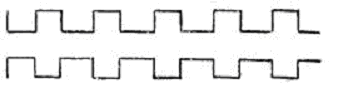
Doppiomerlato (fr: bretessé)
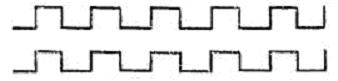
Contromerlato (fr: contre-bretessé)
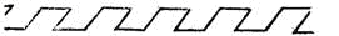
Merlato a sbarra (fr: crénelé en barre)
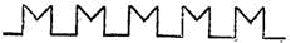
Merlato alla ghibellina (fr: crénelé à la gibeline)
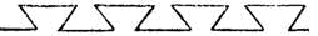
Innestato ad incastro (fr: enté en queue d'aronde)
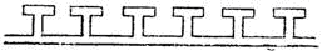
A tau, ramponato (fr: potencé)
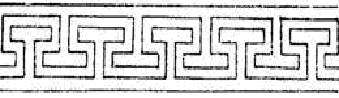
Controramponato (fr: contre-potencé)
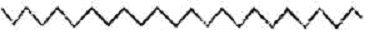
Cuneato (meglio dentato) (fr: émanché)
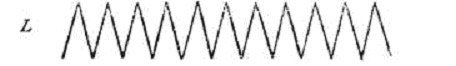
Dentato (meglio cuneato) (fr: denché, dentelé)
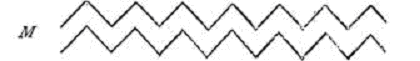
A spina di pesce (fr: vivré)
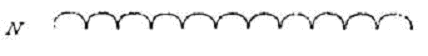
Cannellato (fr: cannelé)
Cannellato (en: invected)
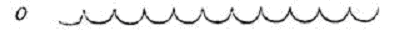
Spinato (fr: engrêlé)
Scanalato (spinato) (en: engrailed)
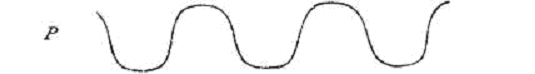
Ondato (fr: ondé)
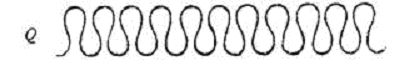
Innestato (fr: enté)
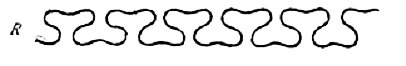
Innestato nebuloso (fr: enté-nébulé)
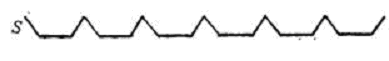
A punte staccate
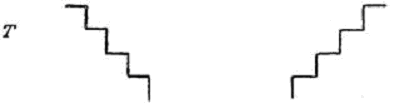
Scalinato (fr: pignonné): quando posto in banda o in sbarra
Linea di fortezza (en: fortress-lined)
Linea di partizione ad abeti (en: fir tree)
(en: fir-tree topped) recente innovazione finlandese
Linea di partizione a ramo d'abete (en: fir twig)
(en: fir-twigged) recente innovazione finlandese
Linea di partizione a foglia di tiglio (en: lindened)
Innestato (en: nebuly)
Dentato (en: indented) come compare abitualmente
A spina di pesce (en: dancetty)
Cuneato (o inchiavato) (en: indented) molto più profondo del solito
(en: enarched)
Per chevron
(en: trefly-counter-trefly)
(en: potenty)
(en: indented pommetty)
(en: embattled grady)
(en: rayonny)
(en: dovetailed)
(en: bevilled)
Noderoso (en: raguly)
Innestato (en: nebuly)
Palizzato (en: urdy)